# Сант'Еустакио (Маса-Карара)
Сант'Еустакио је насеље у Италији у округу Маса-Карара, региону Тоскана.
Према процени из 2011. у насељу је живело 291 становника. Насеље се налази на надморској висини од 335 м.